# 弗林茨巴赫河
49°1′3″N 12°59′41″E / 49.01750°N 12.99472°E

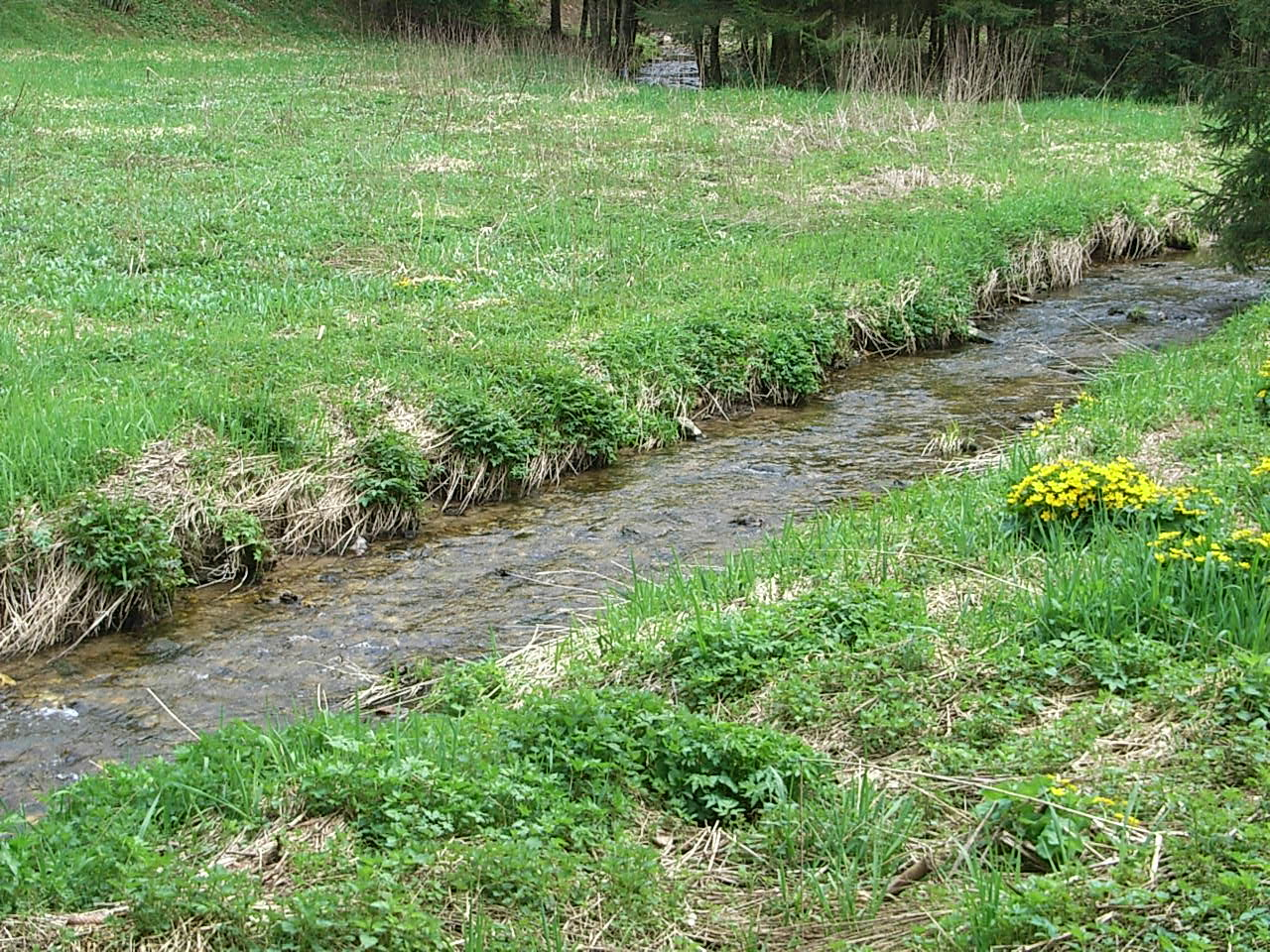

弗林茨巴赫河是德國的河流，位於該國東南部，由巴伐利亞負責管轄，屬於泰斯納赫河的右支流，河道全長6.8公里，流域面積11.6平方公里。